# Earl Boykins
Earl Boykins, né le 2 juin 1976 à Cleveland, Ohio est un joueur de basket-ball américain.
Avec une taille de 1,65 mètre, il est aussi le deuxième plus petit joueur de l'histoire de la ligue après Muggsy Bogues, 1,60 mètre, qui n'est plus en activité.

## Biographie
Après une carrière universitaire à Eastern Michigan où il affolait les compteurs, Boykins ne fut pas drafté en grande partie à cause de sa taille modeste. De 1999 à 2001 il fera des piges successives aux Nets du New Jersey, Cavaliers de Cleveland, Magic d'Orlando et aux Clippers de Los Angeles pour un total de 58 matchs. Ces derniers l'engageront à nouveau pour la saison suivante et il disputera 68 rencontres sous le maillot californien durant la saison 2001-2002. L'année suivante ce sont les Warriors qui lui proposent un contrat en tant que remplaçant, il cumule 8,8 points, 37,7 % à 3 points, et 3,3 passes. 
Le 18 août 2003, les Nuggets de Denver lui signent un contrat de plusieurs saisons. Ses statistiques monteront jusqu'à 15,2 points et 4,3 passes, et il sera échangé en compagnie de Julius Hodges aux Bucks de Milwaukee en échange de Steve Blake. Malgré ses 14 points et 4,5 passes il ne sera pas conservé. Sans club, le 1er février 2008 Boykins signe avec les Bobcats de Charlotte. Sans contrat, et sans qu'aucune équipe NBA ne semble lui porter d'intérêt, il signe en faveur du club italien de la Virtus Bologne. En novembre 2009, il rejoint les Wizards de Washington pour pallier les blessures de Mike James et de Randy Foye.
Le 26 mars 2012, il est pris à l'essai aux Rockets de Houston pour pallier l'absence de Kyle Lowry.